# Didymodon dubius
Didymodon dubius är en bladmossart som beskrevs av Jean Édouard Gabriel Narcisse Paris 1904. Didymodon dubius ingår i släktet lansmossor, och familjen Pottiaceae. Inga underarter finns listade i Catalogue of Life.